# Back for Everything
Back for Everything è il quarto album in studio del rapper statunitense Kodak Black, pubblicato nel 2022.

## Tracce
1. Let Me Know – 3:20
2. Back for Everything – 2:47
3. Grinding All Season – 2:50
4. Smackers – 2:11
5. On Everything – 3:12
6. Purple Stamp – 2:19
7. Midas Touch – 3:00
8. Sink My Ship – 3:16
9. Usain Boo – 3:06
10. Vulnerable (Free Cool) – 2:21
11. Elite Division – 2:28
12. Omega – 3:09
13. Hitting Houses – 3:39
14. Love Isn't Enough – 2:27
15. Take You Back (featuring Lil Durk) – 3:21
16. He Love the Streets – 3:31
17. Super Gremlin – 3:20
18. I Wish – 2:45
19. Love & War – 3:59